# União Geográfica Internacional
A União Geográfica Internacional (em francês: Union Géographique Internationale; em inglês: International Geographical Union, IGU) é uma associação internacional de organizações geográficas formalmente criada em 1922, em Bruxelas, na Bélgica, A origem da associação se relaciona à primeira série de congressos de Geografia, realizada em 1871. Desde o início, é composta por uma Assembleia Geral, um Comitê Executivo e uma Secretaria Geral, apoiados por comissões e forças-tarefa.

## Comissão de Geografia Urbana
A Comissão de Geografia Urbana da União Geográfica Internacional foi criada em 1976, na Conferência da IGU em Moscou. O professor polonês Kazimierz Dziewonski propôs a criação da comissão para investigar o funcionamento de diversas cidades. O objetivo era incentivar ao estudo de novos desafios urbanos e a promoção internacional do intercâmbio entre os geógrafos urbanos. Esse intercâmbio permite debater e avaliaria a efetividade de soluções políticas e sociais para os problemas urbanos.